# Ян Оношко
Ян Оношко (пол. Jan Onoszko; нар. 1775, Битівський повіт, Могильовська губернія, Російська імперія — 1820 або 1827, Російська імперія) — польский і білоруський поет.

## Біографія
Біографічні відомості про Яна Оношки вельми скупі та суперечливі. Точно відомо тільки, що народився він приблизно у 1775 році в Битівському повіті Могильовської губернії.

### Творчість
У 1828 р. Т. Урублевська видала в Полоцьку його «Паэтычныя творы», у передмові назвала автора «білоруським пісняром». П. Медекша включив вірші поета в збірку «Вянок з папараці» (Вільнюс, 1842). У своїх сентиментальних творах прославляв сільське життя («Муза з вясковае далі», «Сялянка», «На дажынкі»), закликав читача бути працьовитим і сумлінним («Літасць»), висміював окремі пороки («На п’янага ветрагона»). Деякі його вірші мають релігійно-містичний характер («Сон», «Да бога»). Білоруською мовою твори Яна Оношки перекладав У. Дубовка.

### Білоруські переклади
Беларуская літаратура XIX стагоддзя: Хрэстаматыя. Мн., 1988. С. 451—454.